# Louis Richard (futbolista)
Louis Richard   (1896 - valor desconegut) fou un futbolista suís, que jugava de defensa, que va competir durant la dècada de 1920.
El 1924 va prendre part en els Jocs Olímpics de París, on guanyà la medalla de plata en la competició de futbol, tot i que no jugà cap partit.
Pel que fa a clubs, defensà els colors del Servette FC (1920-1928), amb qui guanyà la lliga suïssa de 1922, 1925 i 1926 i la copa de 1928. Amb la selecció nacional, entre 1922 i 1923, jugà 3 partits, en què no marcà cap gol.